# Victor Bologan
Victor Viorel Bologan (Chișinău, 14 de desembre de 1971), és un jugador i escriptor d'escacs moldau, que té el títol de Gran Mestre des de 1991.
A la llista d'Elo de la FIDE de l'octubre de 2015, hi tenia un Elo de 2607 punts, cosa que en feia el jugador número 1 (en actiu) de Moldàvia, i el 206è millor jugador al rànquing mundial. El seu màxim Elo va ser de 2734 punts, a la llista d'agost de 2012 (posició 19 al rànquing mundial).

## Resultats destacats en competició
El 1996 fou segon al fort 39è Torneig de Reggio Emilia, rere Michał Krasenkow.
Participà en el Campionat del món d'escacs de 1998 (FIDE), essent eliminat en segona ronda per Rafael Vaganian. El 1999 fou segon al fort III Torneig d'Enghien, després de perdre en la darrera ronda contra el qui seria campió, Joël Lautier. Fou segon a Pamplona 2002 (en perdre el desempat a partides ràpides contra Rustam Kassimdjanov després que ambdós haguessin acabat empatats al torneig principal amb 3½/6). Va obtenir un gran èxit en guanyar el Torneig Dortmund Sparkassen de 2003, per davant de jugadors d'elit com Vladímir Kràmnik, Viswanathan Anand, i Péter Lékó. El 2003 guanyà també l'Aeroflot Open, un dels més grans torneigs oberts del món, amb 150 Grans Mestres participant-hi.
El 2005 guanyà Campionat d'escacs obert del Canadà. A finals d'any, va participar en la Copa del món de 2005 a Khanti-Mansisk, un torneig classificatori per al cicle del Campionat del món de 2007, on tingué una actuació raonable i fou eliminat en segona ronda per Zahar Efimenko.
El 2007 va formar part de l'equip del Tomsk-400 que guanyar el Campionat de Rússia per Equips amb un resultat perfecte de 9/9.
El maig de 2010, empatà als llocs 1r-2n amb Zahar Efimenko al 40è Torneig Bosna International a Sarajevo.

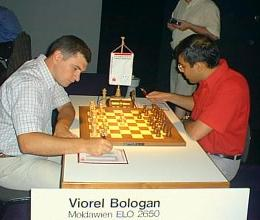
Bologan - Anand, Dortmund 2003

Entre l'agost i el setembre de 2011 participà en la Copa del món de 2011, a Khanti-Mansisk, un torneig del cicle classificatori pel Campionat del món de 2013, i hi tingué una raonable actuació; avançà fins a la segona ronda, quan fou eliminat per Leinier Domínguez (½-1½).
El març de 2012 fou 7è al Campionat d'Europa absolut, a Plòvdiv (Bulgària) (el campió fou Dmitri Iakovenko).
L'agost de 2013 participà en la Copa del Món de 2013, on tingué una actuació regular, i arribà a la segona ronda, on fou eliminat per Piotr Svídler 1½-2½.

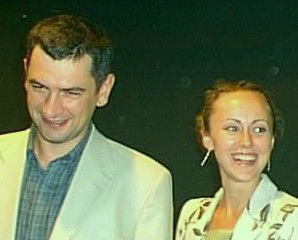
Bologan amb la seva muller a Dortmund 2003

### Participació en competicions per equips
Bologan ha participat, representant Moldàvia, a les Olimpíades d'escacs de 1992, 1994, 1996, 1998, 2002, 2004, 2006, 2008 i 2010.

## Llibres
- Bologan, Victor (2007). Victor Bologan: Selected Games 1985-2004. Russell Enterprises Inc. ISBN 978-1-888690-37-8
- Bologan, Victor (2008). The Chebanenko Slav According to Bologan. New In Chess. ISBN 978-90-5691-246-8.
- Bologan, Victor (2009). The King's Indian According to Bologan. A Complete Black Repertoire. Chess Stars. ISBN 978-9-548782-71-5.
- Bologan, Victor (2009). The King's Indian. Fritztrainer opening DVD, ChessBase. ISBN 978-3-86681-139-3.
- Bologan, Victor (2009). The Caro-Kann. Fritztrainer opening DVD, ChessBase. ISBN 978-3-86681-131-7.
- Bologan, Victor (2010). The Sicilian Rossolimo for White. Fritztrainer opening DVD, ChessBase.
- Bologan, Victor (2010). The Fighting Philidor. Fritztrainer opening DVD, ChessBase.
- Bologan, Victor (2012). The Powerful Catalan. New In Chess. ISBN 978-90-5691-401-1.
- Bologan, Victor (2014). Bologan's Black Weapons in the Open Games. New In Chess. ISBN 978-90-5691-543-8.